# شيري فالي (كاليفورنيا)
شيري فالي (بالإنجليزية: Cherry Valley CDP, California)‏ هي منطقة سكنية تقع بولاية كاليفورنيا في الولايات المتحدة. تبلغ مساحتها 20.944 كم2، وترتفع عن سطح البحر 860 م، بلغ عدد سكانها 6,362 نسمة في عام 2010 حسب إحصاء مكتب تعداد الولايات المتحدة وتصل الكثافة السكانية فيها 303.8 نسمة لكل كيلومتر مربع (786.8/ميل2).

## التركيبة السكانية
حدّد مكتب تعداد الولايات المتحدة بيانات التركيبة السكانية لشيري فالي في تعداد الولايات المتحدة. في ما يلي، التركيبة السكانية حسب تعدادي 2000 و2010.

### تعداد عام 2000
بلغ عدد سكان شيري فالي 5,891 نسمة بحسب تعداد عام 2000، وبلغ عدد الأسر 2,434 أسرة وعدد العائلات 1,741 عائلة مقيمة في المنطقة السكنية. في حين سجلت الكثافة السكانية 281.3 نسمة لكل كيلومتر مربع (728.6/ميل2). وبلغ عدد الوحدات السكنية 2,627 وحدة بمتوسط كثافة قدره 125.4 لكل كيلومتر مربع (324.8/ميل2).
وتوزع التركيب العرقي للمنطقة السكنية بنسبة 90.10% من البيض و0.63% من الأمريكيين الأفارقة و1.19% من الأمريكيين الأصليين و1.12% من الأمريكيين ذوي الأصول الآسيوية و0.15% من سكان جزر المحيط الهادئ و4.33% من الأعراق الأخرى و2.48% من عرقين مختلطين أو أكثر و13.38% من الهسبانيون أو اللاتينيون من أي عرق.
بلغ عدد الأسر 2,434 أسرة كانت نسبة 23.1% منها لديها أطفال تحت سن الثامنة عشر تعيش معهم، وبلغت نسبة الأزواج القاطنين مع بعضهم البعض 61.8% من أصل المجموع الكلي للأسر، ونسبة 6.5% من الأسر كان لديها معيلات من الإناث دون وجود شريك، بينما كانت نسبة 3.2% من الأسر لديها معيلون من الذكور دون وجود شريكة وكانت نسبة 28.5% من غير العائلات. تألفت نسبة 24.5% من أصل جميع الأسر من عدة أفراد يعيشون في نفس المنزل ونسبة 15.7% كانت تتألف من شخص يعيش بمفرده يبلغ من العمر 65 عاماً أو أكثر. وبلغ متوسط حجم الأسرة المعيشية 2.39، أما متوسط حجم العائلات فبلغ 2.80.
بلغ العمر الوسطي للسكان 49.5 عاماً. وكانت نسبة 18.7% من القاطنين تحت سن الثامنة عشر، وكانت نسبة 5.7% بين الثامنة عشر والرابعة والعشرين عاماً، ونسبة 18.9% كانت واقعةً في الفئة العمرية ما بين الخامسة والعشرين والرابعة والأربعين عاماً، ونسبة 26.6% كانت ما بين الخامسة والأربعين والرابعة والستين، ونسبة 28.9% كانت ضمن فئة الخامسة والستين عاماً فما فوق. يوجد لكل 100 أنثى 92.9 ذكر، ويوجد لكل 100 أنثى في الثامنة عشر من عمرها فما فوق 91.3 ذكر.
بلغ متوسط دخل الأسرة في المنطقة السكنية 39,199 دولارًا، أما متوسط دخل العائلة فبلغ 45,777 دولارًا. وكان متوسط دخل الذكور 37,281 دولارًا مقابل 29,561 دولارًا للإناث. وسجل دخل الفرد الخاص بالمنطقة السكنية 21,669 دولارًا. وكانت نسبة 3.3% من العائلات ونسبة 5.8% من السكان تحت خط الفقر، وكان من هؤلاء نسبة 7.1% تحت سن الثامنة عشر ونسبة 5.7% في الخامسة والستين من العمر وما فوق.

### تعداد عام 2010
بلغ عدد سكان شيري فالي 6,362 نسمة بحسب تعداد عام 2010، وبلغ عدد الأسر 2,612 أسرة وعدد العائلات 1,709 عائلة مقيمة في المنطقة السكنية. في حين سجلت الكثافة السكانية 303.8 نسمة لكل كيلومتر مربع (786.8/ميل2). وبلغ عدد الوحدات السكنية 2,874 وحدة بمتوسط كثافة قدره 137.2 لكل كيلومتر مربع (355.3/ميل2).
وتوزع التركيب العرقي للمنطقة السكنية بنسبة 85.66% من البيض و0.99% من الأمريكيين الأفارقة و1.60% من الأمريكيين الأصليين و1.37% من الأمريكيين ذوي الأصول الآسيوية و0.06% من سكان جزر المحيط الهادئ و7.09% من الأعراق الأخرى و3.22% من عرقين مختلطين أو أكثر و21.17% من الهسبانيون أو اللاتينيون من أي عرق.
بلغ عدد الأسر 2,612 أسرة كانت نسبة 20.7% منها لديها أطفال تحت سن الثامنة عشر تعيش معهم، وبلغت نسبة الأزواج القاطنين مع بعضهم البعض 52.6% من أصل المجموع الكلي للأسر، ونسبة 9% من الأسر كان لديها معيلات من الإناث دون وجود شريك، بينما كانت نسبة 3.8% من الأسر لديها معيلون من الذكور دون وجود شريكة وكانت نسبة 34.6% من غير العائلات. تألفت نسبة 29.4% من أصل جميع الأسر من عدة أفراد يعيشون في نفس المنزل ونسبة 19.1% كانت تتألف من شخص يعيش بمفرده يبلغ من العمر 65 عاماً أو أكثر. وبلغ متوسط حجم الأسرة المعيشية 2.37، أما متوسط حجم العائلات فبلغ 2.89.
بلغ العمر الوسطي للسكان 51.9 عاماً. وكانت نسبة 16.6% من القاطنين تحت سن الثامنة عشر، وكانت نسبة 7% بين الثامنة عشر والرابعة والعشرين عاماً، ونسبة 16.3% كانت واقعةً في الفئة العمرية ما بين الخامسة والعشرين والرابعة والأربعين عاماً، ونسبة 30.9% كانت ما بين الخامسة والأربعين والرابعة والستين، ونسبة 29.1% كانت ضمن فئة الخامسة والستين عاماً فما فوق. وتوزع التركيب الجنسي للسكان بنسبة 47.6% ذكور و52.4% إناث.